# Jozef Kabaň

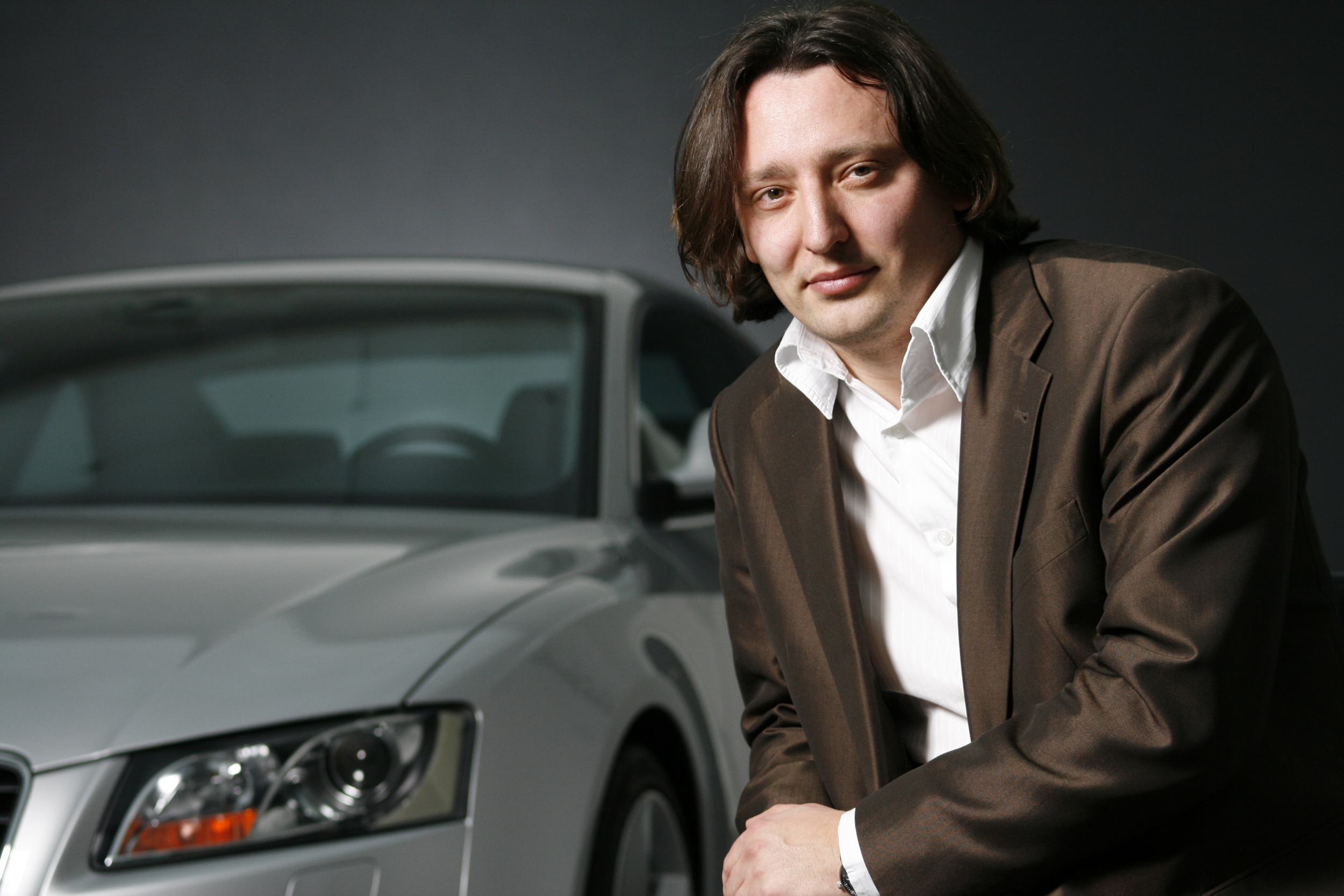
Jozef Kabaň 2007

Jozef Kabaň (* 4. Januar 1973 in Námestovo, Tschechoslowakei) ist ein slowakischer Automobildesigner.

## Ausbildung
Nach dem Schulabschluss 1991 studierte er Produkt- und Industriedesign an der Hochschule für Bildende Künste in Bratislava, Slowakei.
1997 erhielt Jozef Kabaň den Titel Master of Art in Fahrzeugdesign vom Royal College of Art (London, England) und wurde somit der erste gebürtige Slowake, der an dieser reinen Postgraduierten-Einrichtung einen Abschluss machte.

## Berufliche Laufbahn
Noch während seines Studiums nahm Kabaň an einem Škoda-Designwettbewerb teil, der von Volkswagen organisiert wurde. Sein Abschneiden als Zweitplatzierter schien bei Volkswagen Eindruck hinterlassen zu haben, da er während seiner restlichen Studienzeit von Volkswagen unterstützt wurde und anschließend einen Posten als Junior/Assistant Designer angeboten bekam.
Während seiner Zeit bei Volkswagen erfuhr Kabaň starke Unterstützung durch den damaligen Designchef Hartmut Warkuß. Unter Warkuß’ Führung war Kabaň ab 1999 mitverantwortlich für das Design des Bugatti Veyron 16.4 und betreute dieses Supersportwagenprojekt von den ersten Entwürfen bis zum Beginn der Serienfertigung.
Jozef Kabaň verließ die Volkswagen AG 2003 und wechselte zu Audi, wo er seit 2006 Leiter der Abteilung für das Fahrzeug-Außendesign war. Ab 1. Februar 2008 war Kabaň neuer Chefdesigner bei Škoda Auto, wo er die Nachfolge von Jens Manske antrat. Er war hier maßgeblich am Design der Fahrzeuge Rapid (2012 und 2017),  Octavia (2009, 2012 und 2017), Fabia (2010 und 2014), Superb (2013 und 2015) und Škoda Kodiaq (2017) beteiligt. Auch für diverse Fahrzeugstudien (Škoda VisionC, Škoda MissionL, Škoda Vision D, Škoda Vision E, Škoda VisionS) war Kabaň verantwortlich. 
Am 8. Februar 2017 wurde bestätigt, dass Kabaň neuer Chefdesigner bei BMW wird. Zum 1. April 2019 wurde Kabaň Chefdesigner bei Rolls-Royce.
Seit dem 1. Juli 2020 verantwortet Jozef Kabaň die Leitung des Designs der Marke Volkswagen Pkw.
Am 24. Januar 2023 teilte Volkswagen mit, dass Kabaň künftig als Creative Art Director Volkswagen tätig sein wird. Er soll als Teil seiner neuen Aufgabe mit dem Volkswagen Group Future Center Europe in Potsdam Mobilitätslösungen der Zukunft für die Marke Volkswagen erarbeiten. Sein Nachfolger als Marken-Designchef ist Andreas Mindt, der von der Konzernmarke Bentley kommt.
Im April 2024 wechselte Kabaň zu SAIC Motor, wo er fortan die Designverantwortung für die Marke MG übernimmt.

## Preise
- 1997: Giorgio Giugiaro Award for Design Innovation für ein futuristisches Fahrzeugkonzept